# Monts de Toulx-Sainte-Croix
Les monts de Toulx-Sainte-Croix sont un petit massif de basse montagne situé en France, dans le nord-ouest du Massif central. Intégralement compris dans le département de la Creuse, les monts de Toulx-Sainte-Croix s'étendent au nord-est de ce département, au sud de la localité de Boussac et constituent un maillon septentrional des monts de la Marche.
Culminant à 656 mètres à leur extrémité orientale, leur altitude descend progressivement d'est en ouest, pour s'évanouir au-dessus des gorges d'Anzême, sur la rivière Creuse. Le massif relève des paysages de montagne du Limousin.
Le massif s'étend principalement sur les communes de Toulx-Sainte-Croix et Saint-Silvain-sous-Toulx, dans une moindre mesure celles de Saint-Silvain-Bas-le-Roc, Domeyrot et Clugnat.
Au sud, les monts surplombent le bassin sédimentaire de Gouzon.

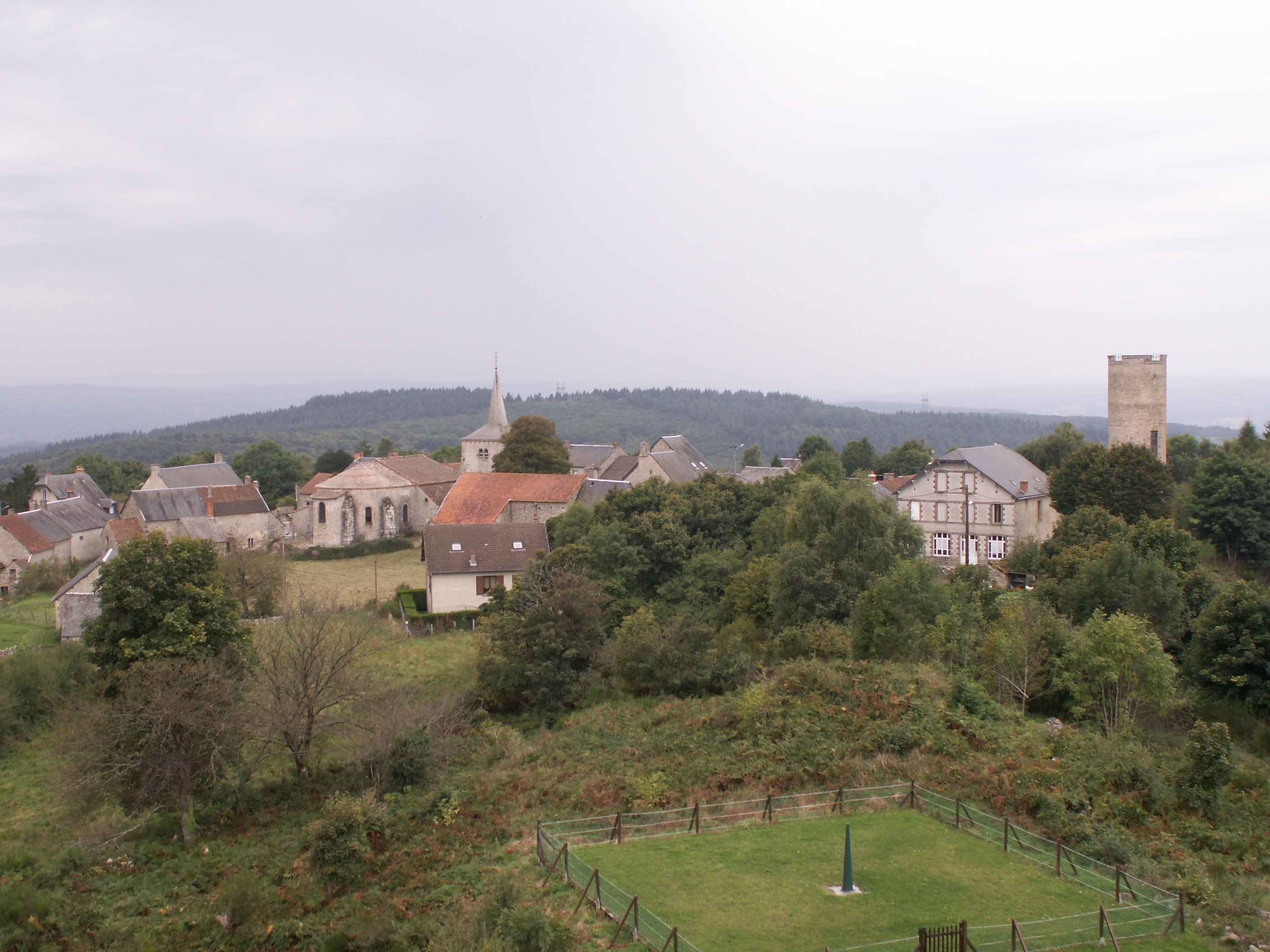
Vue depuis la tour d'observation de Toulx.